# Баталов, Вахад Алиевич
Вахад Алиевич Баталов (17 апреля 1961 года, Танги-Чу, ЧИАССР, РСФСР, СССР – 11 марта 2002 года, Мартан-Чу, Чечня) – российский правохранитель, полковник милиции, бывший начальник Регионального управление по борьбе с организованной преступностью (РУБОП) по Чеченской Республике.

## Биография
Вахад Баталов родился 17 апреля 1961 года в многодетной семье в селении Танги-Чу, расположенном в  Урус-Мартановском районе  Чеченской Республики. Выходец из тайпа Гендарганой, его мать принадлежала к тайпу Беной, из Урус-Мартана.
Проходил срочную службу в Вооружённых силах СССР. По окончании службы в 1981 году поступил на обучение в Астраханскую специальную среднюю школу милиции МВД СССР. По окончании работал в системе ОБХСС Чечено-Ингушской АССР. В заочной форме обучения получил высшее образование в Чечено-Ингушском государственном университете имени Л. Н. Толстого. 
В период первой чеченской войны вынужден был покинуть Чечню и работать в органах внутренних дел в разных регионах Российской Федерации.
С 1999 года, после начала Второй чеченской войны находясь в должности начальника РУБОП по Чеченской Республике, принимал участие в контртеррористической операции на территории Чеченской Республики. Был известен помощью жителям Чечни, необоснованно удерживаемых федеральными властями по подозрению в причастности к НВФ.  
Принимал активное участие в задержании полковника российской армии Юрия Буданова по обвинению в убийстве Эльзы Кунгаевой, имевшем большой общественный резонанс. Проходил по судебному делу Буданова как свидетель.
На вторую половину 2001 года занимал должность начальника РУБОП по Урус-Мартановскому району Чеченской Республики.
17 октября 2001 года, при приближении к селу Танги-Чу был обстрелян из автоматического оружия автомобиль «Нива», в котором находились Вахад Баталов и его водитель, сотрудник милиции дорожно-патрульной службы. Водитель от полученных ранений скончался, а Баталов получив 11 пулевых ранений в тяжёлом состоянии был доставлен в военный госпиталь в Нальчике. По излечению вновь приступил к выполнению своих служебных обязанностей

### Смерть
11 марта 2002 года по дороге между селениями Мартан-Чу и Танги-Чу (Урус-Мартановского района) был взорван автомобиль «Волга», на котором перемещались Вахад Баталов и трое его родственников также являвшихся сотрудниками милиции. В результате покушения погибли все четверо находившихся в машине. 
Основной версией убийства считается служебная деятельность погибшего.

## Награды
- Указом Президента Российской Федерации № 930 от 02 сентября 2002 года Баталов Вахад Алиевич награжден  Орденом Мужества (посмертно).
- Приказом МВД России № 197 от 10.03.2009 г. навечно зачислен в списки личного состава ГУ МВД России по ЮФО.
- Одна из улиц города Урус-Мартан названа именем Вахада Баталова[5].
- Одна из улиц села Танги-Чу носит имя Вахада Баталова[6].